# McLaren 675LT
La 675LT est une supercar du constructeur automobile britannique McLaren Automotive.

## Présentation
La McLaren 675LT est une voiture de sport de McLaren. Elle est basée sur la McLaren 650S et elle est présentée au salon de Genève 2015. Par rapport à la 650S le poids est de 1 328 kg (contre 1 330 kg) et la puissance a été augmenté de 25 CH à 675 CH (496 kW) et elle possède un aérodynamisme évoluée. Son 0 à 100 km/h est de 2,9 secondes et elle peut atteindre une vitesse maximale de 330 km/h.
Le suffixe "LT" est une à allusion à la F1 GTR "long tail" version de course de la McLaren F1. La production de la 675LT est limitée à 500 exemplaires.
À la fin d'année 2015, la 675 LT spider (aussi appelée roadster) est présentée. Ce modèle est limité à 500 exemplaires.
Au salon de Genève 2017, McLaren présente sa remplaçante la 720S.

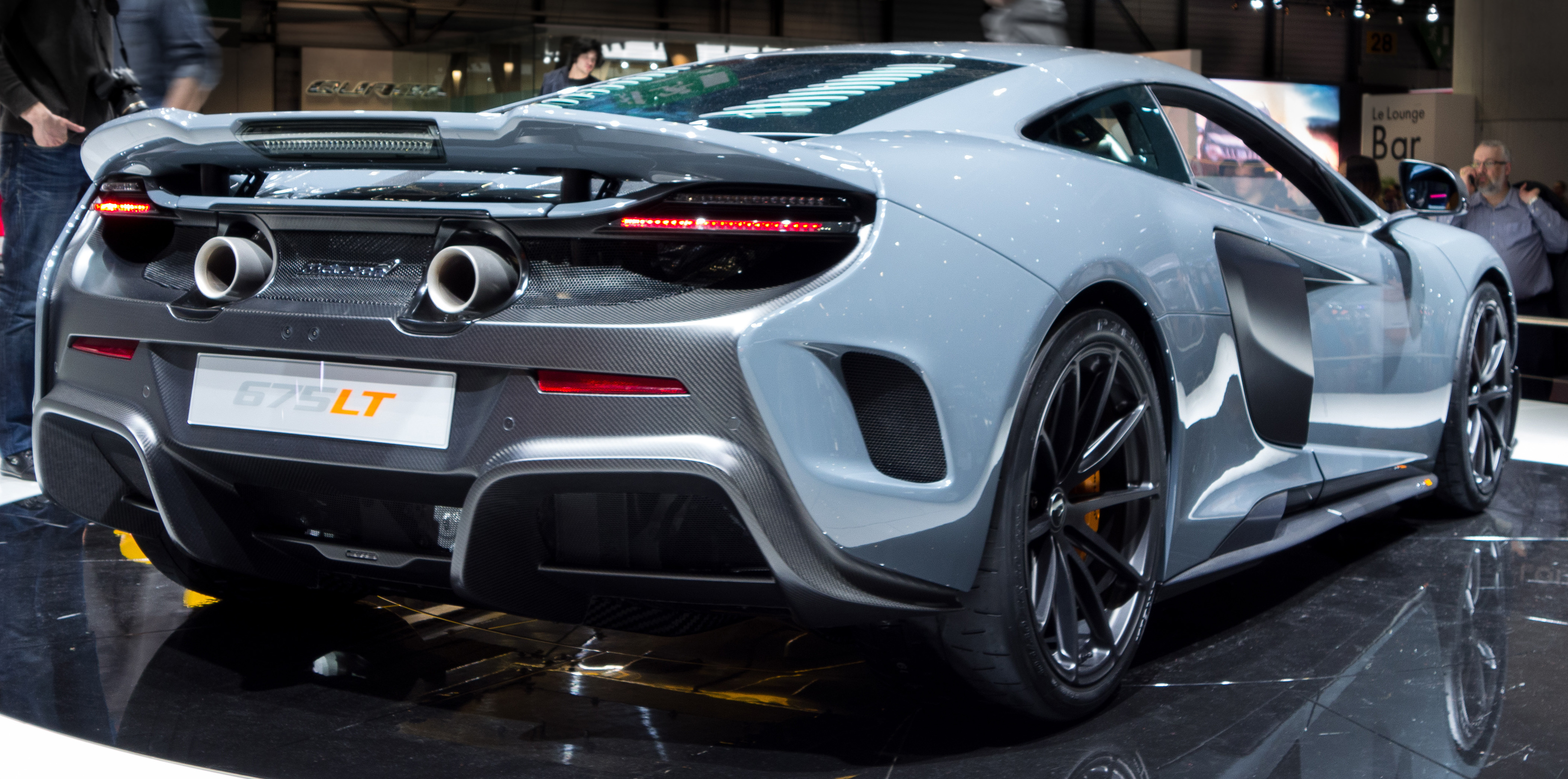
Vue arrière.
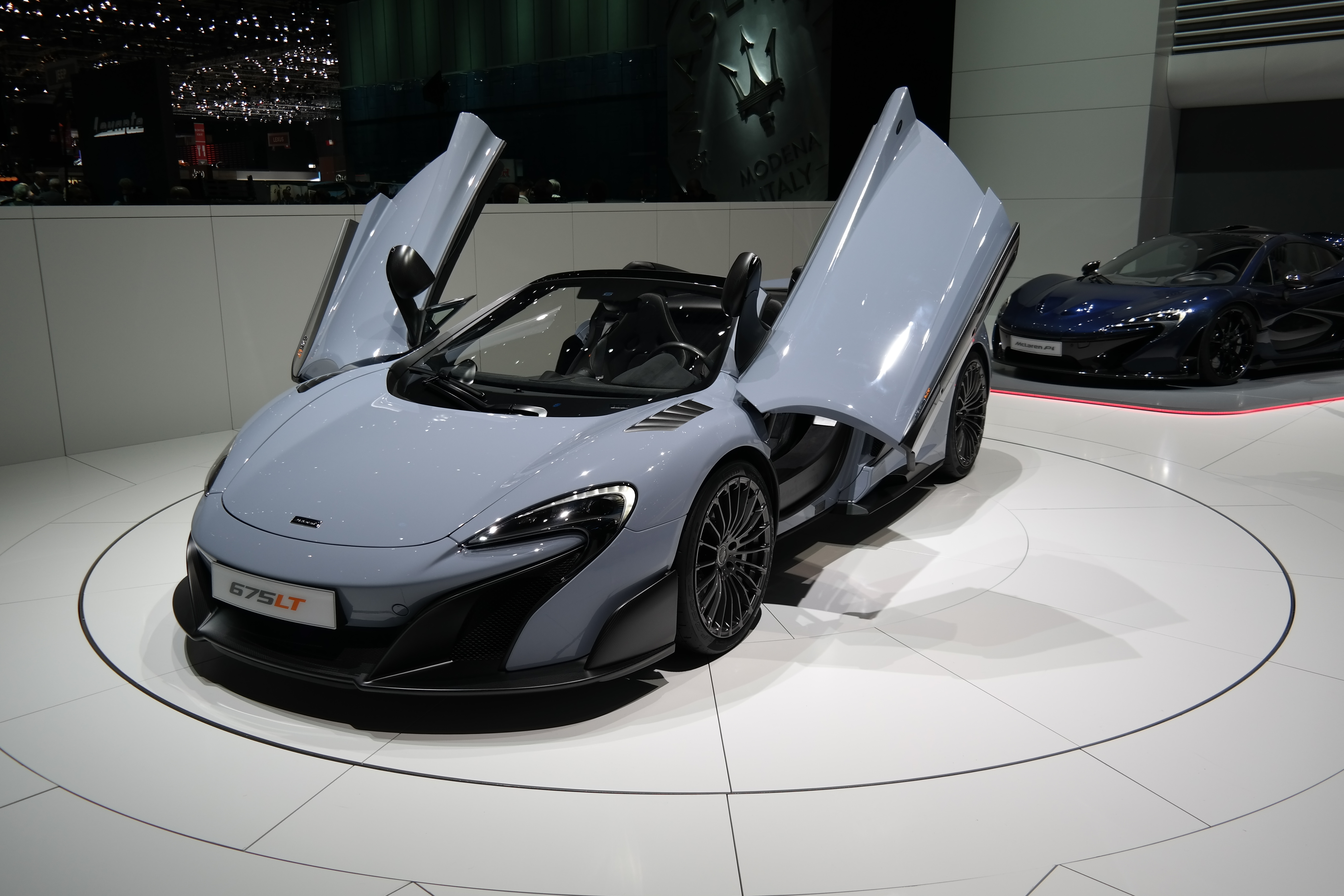
McLaren 675LT Spider au salon de Genève en 2016.
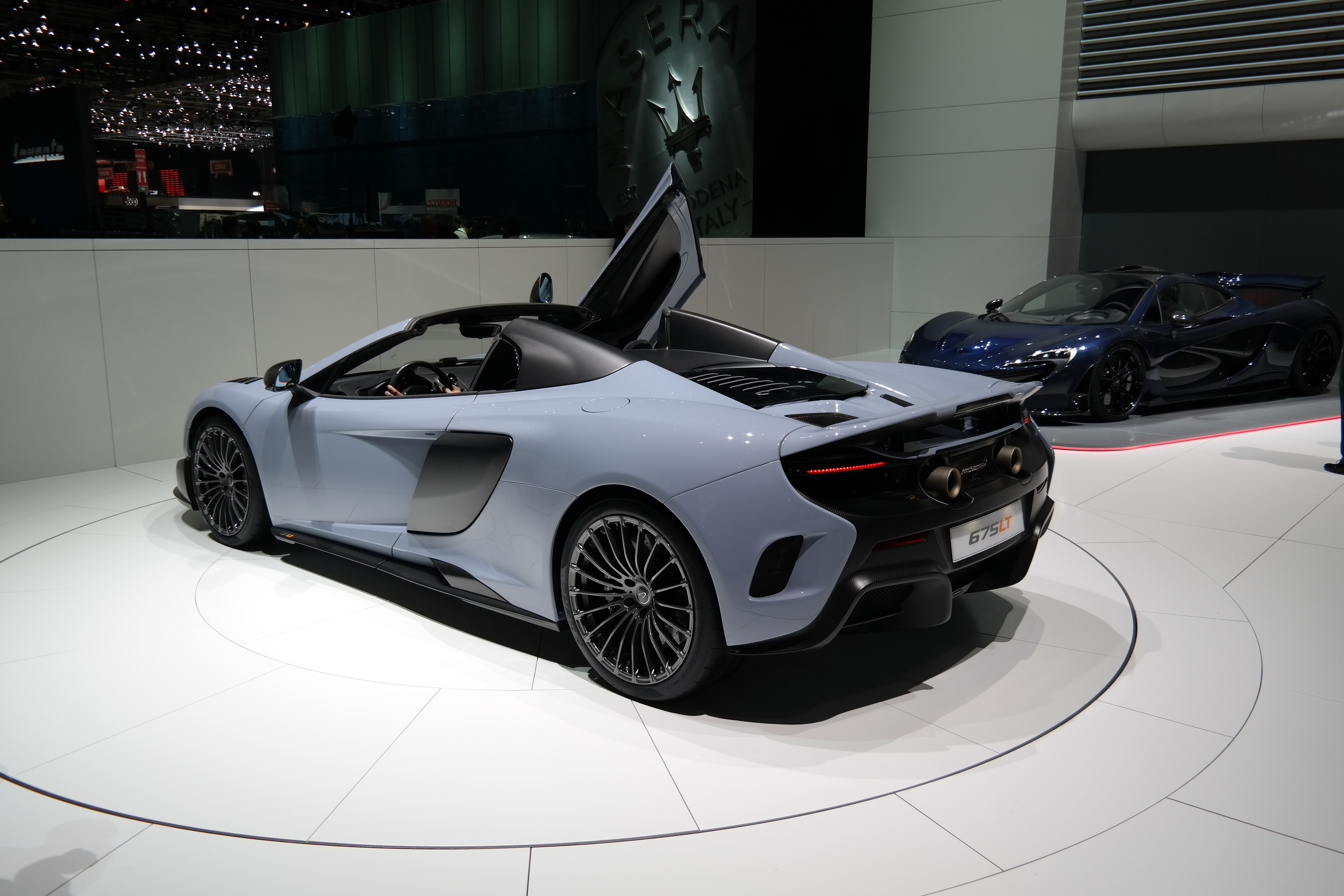
Vue arrière.

## Données techniques
|                                                | 675LT                                   | 675LT Spider                            |
| ---------------------------------------------- | --------------------------------------- | --------------------------------------- |
| Durée de construction                          | 07/2015–03/2017                         | Été 2016-03/2017                        |
| Caractéristiques du moteur                     |                                         |                                         |
| Type de moteur                                 | Moteur à essence V8                     | Moteur à essence V8                     |
| Suralimentation du moteur                      | Biturbo                                 | Biturbo                                 |
| Cylindrée                                      | 3 799 cm3                               | 3 799 cm3                               |
| Performances max.                              | 496 kW (675 ch) à 7 100 tr/min          | 496 kW (675 ch) à 7 100 tr/min          |
| Couple max.                                    | 700 N m à 5 000–6 500 tr/min            | 700 N m à 5 000–6 500 tr/min            |
| Régime max                                     | 8 500 tr/min                            | 8 500 tr/min                            |
| Type de transmission                           |                                         |                                         |
| Entraînement                                   | Roues arrière motrices                  | Roues arrière motrices                  |
| Boite de vitesses de série                     | Robotisée 7 Vitesses à double embrayage | Robotisée 7 Vitesses à double embrayage |
| Valeurs mesurées                               |                                         |                                         |
| Vitesse de pointe                              | 330 km/h                                | 326 km/h                                |
| Accélération de 0 à 100 km/h                   | 2,9 s                                   | 2,9 s                                   |
| Accélération de 0 à 200 km/h                   | 7,9 s                                   | 8,1 s                                   |
| Poids à vide                                   | 1 328 kg                                | 1 368 kg                                |
| Consommation de carburant sur 100 km (combiné) | 11,7 l Super Plus                       | 11,7 l Super Plus                       |
| Émissions de CO2 (combiné)                     | 275 g/km                                | 275 g/km                                |
| Norme de dépollution                           | Euro 6                                  | Euro 6                                  |

### Liens
- Site officiel de McLaren Automotive